# Jun’ichirō
Jun’ichirō (jap. じゅんいちろう, ジュンイチロー) – japońskie imię męskie.

## Możliwa pisownia
Do zapisania „jun” używa się różnych znaków, o różnym znaczeniu (np. 純 „prawdziwy/czysty”, 洵 „prawda”, 順 „być posłusznym”). Znaki użyte do zapisania „ichirō” (一郎) znaczą „pierwszy, syn”. Mogą to być także samodzielne imiona.

## Znane osoby
- Jun’ichiro Ito (順一郎), japoński psychiatra i badacz medyczny
- Jun’ichirō Koizumi (純一郎), japoński polityk, premier Japonii
- Jun’ichirō Tanizaki (潤一郎), jeden z trzech największych japońskich pisarzy współczesnych
- Jun’ichiro Yasui (潤一郎), japoński polityk